# Sakura Sake
«Sakura Sake» (サクラ咲ケ «Sakura, florece»?) es el decimocuarto sencillo de la boy band japonesa Arashi que fue lanzado el 23 de marzo de 2005. El sencillo lo sacaron en dos ediciones: una edición normal que contiene las versiones en karaoke de todas las canciones del sencillo y una edición limitada con un DVD con el vídeo musical del sencillo. Debutó en el número uno de la lista Oricon con una venta inicial de 115 114 copias.
Ventas totales hasta el momento: 173 623 (Hasta el 18 de mayo de 2009)

## Información del sencillo

### "Sakura Sake"
- Letras: Atsushi Aida
- Letras del Rap: Sakurai Sho
- Compuesto por: Shin Tanimoto
- Arreglado por: Tomō Ishizuka

### "Te Tsunagō"
- Letras: Eiichirō Taruki
- Compuesto y arreglado por: Akira

## Lista de pistas
- Edición Normal Lista de pistas

| Pista # | Título de pista                                | Duración |
| ------- | ---------------------------------------------- | -------- |
| 1       | "Sakura Sake" ("サクラ咲ケ")                   | 4:23     |
| 2       | "Te Tsunagō" ("手つなごぉ")                    | 4:31     |
| 3       | "Sakura Sake" (Karaoke) ("サクラ咲ケ"カラオケ) | 4:23     |
| 4       | "Te Tsunagō" (Karaoke) ("手つなごぉ"カラオケ)  | 4:31     |

- Edición Limitada Lista de pistas

| Pista # | Título de pista              | Duración |
| ------- | ---------------------------- | -------- |
| 1       | "Sakura Sake" ("サクラ咲ケ") | 4:23     |
| 2       | "Te Tsunagō" ("手つなごぉ")  | 4:31     |

- Edición Limitada DVD Lista de pistas

| Pista # | Título de pista              |
| ------- | ---------------------------- |
| 1       | "Sakura Sake" ("サクラ咲ケ") |